# Rennrodel-Amerika-Pazifikmeisterschaften 2017
Die Rennrodel-Amerika-Pazifikmeisterschaften 2017 wurden vom 7. bis 9. Dezember 2017 im Rahmen des 4. Weltcuprennens der Saison 2017/18 auf der Bob- und Rennschlittenbahn im Canada Olympic Park in Calgary, Kanada ausgetragen. Es gab Wettbewerbe in den Einsitzern für Männer und Frauen und dem Doppelsitzer. Alle Wettbewerbe wurden in zwei Läufen entschieden, für die Wertung dienten die Ergebnisse der Weltcuprennen in den entsprechenden Disziplinen. Sportlerinnen und Sportler, die sich im Weltcup vorangegangenen Nationencup nicht für den Weltcup qualifizieren und somit nicht am Wertungsrennen für die Amerika-Pazifikmeisterschaften teilnehmen konnten, wurden in der Reihenfolge ihrer Platzierungen des Nationencups eingereiht.
Die Titel gingen allesamt an das kanadische Team. Im Einsitzer der Frauen gewann Alex Gough, im Einsitzer der Männer sicherte sich Samuel Edney den Titel und die Wertung der Doppelsitzer gewannen Tristan Walker und Justin Snith.

## Titelverteidiger
Bei den vergangenen Amerika-Pazifikmeisterschaften 2016 im US-amerikanischen Park City siegten mit Erin Hamlin im Einsitzer der Frauen, Tucker West im Einsitzer der Männer sowie dem Doppelsitzerpaar Matthew Mortensen und Jayson Terdiman allesamt Angehörige des US-amerikanischen Teams.

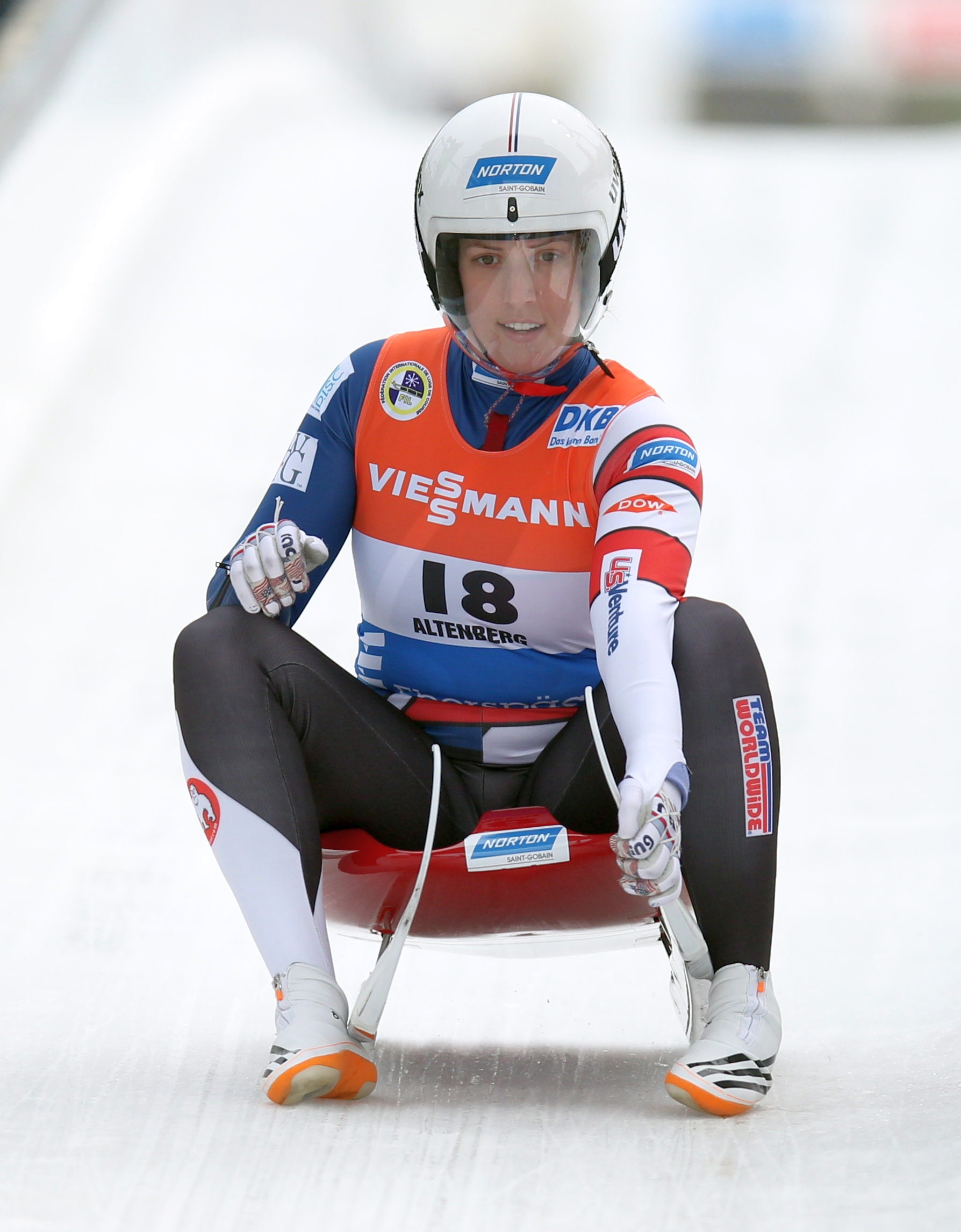
Erin Hamlin
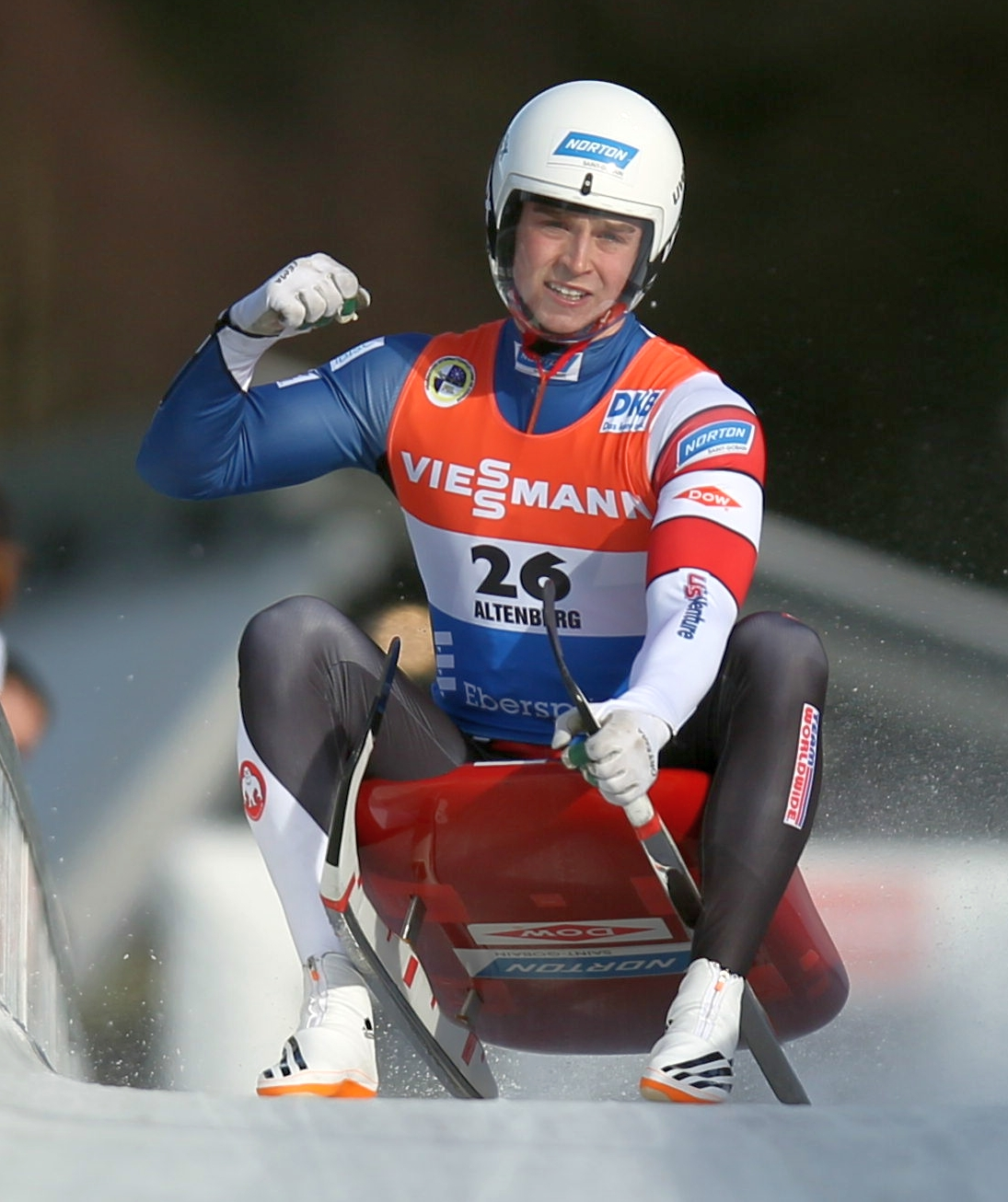
Tucker West
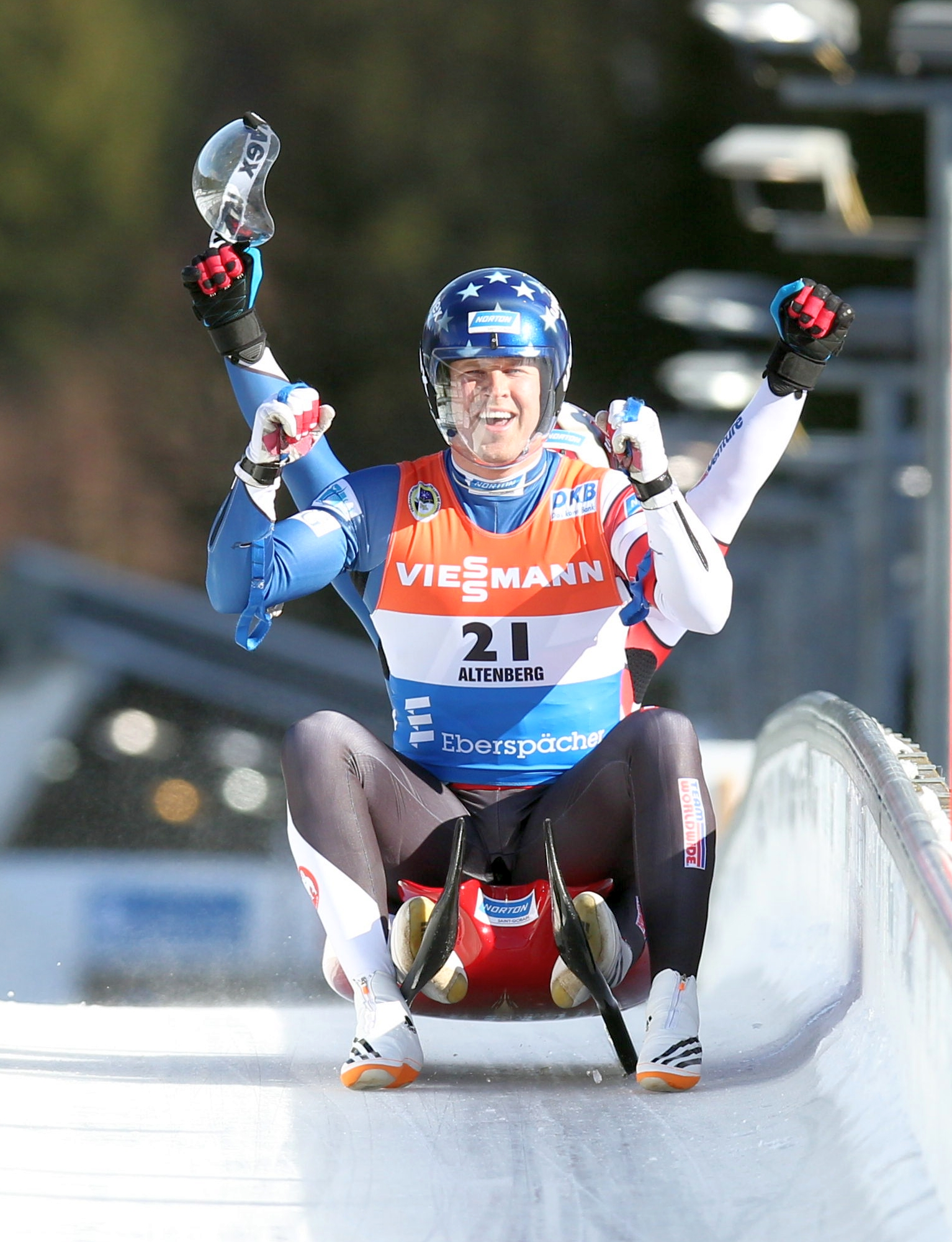
Matthew Mortensen und Jayson Terdiman

## Einsitzer der Frauen

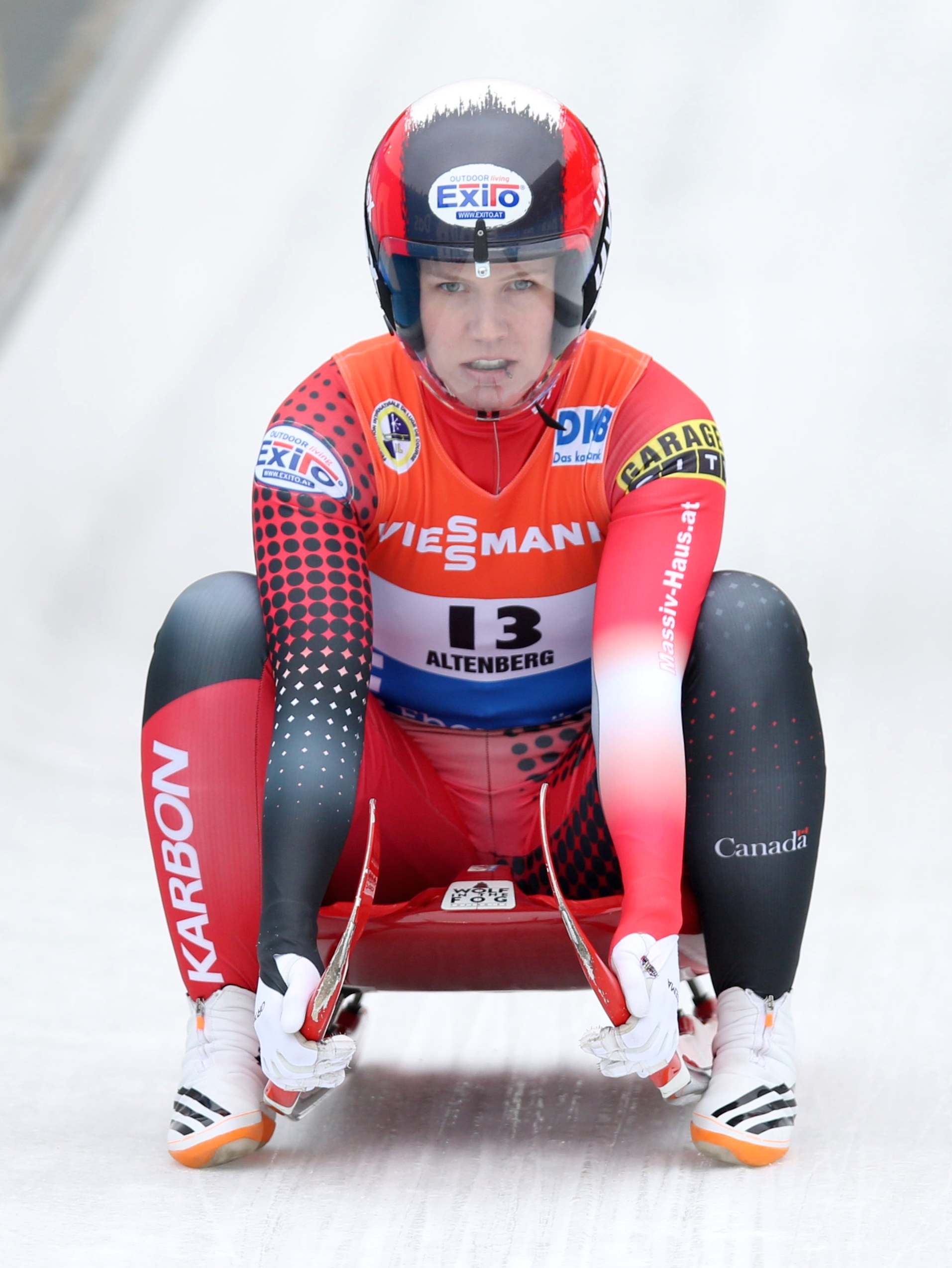
Alex Gough, Gewinnerin im Frauen-Einsitzer

| Platz | Sportlerin             | Laufzeiten        | Zeit             |
| ----- | ---------------------- | ----------------- | ---------------- |
| 01    | Alex Gough             | 46,769 s 46,788 s | 1:33,557 Minuten |
| 02    | Kimberley McRae        | 46,902 s 46,894 s | 1:+0,239 s       |
| 03    | Summer Britcher        | 47,131 s 46,839 s | 1:+0,413 s       |
| 04    | Emily Sweeney          | 47,162 s 46,909 s | 1:+0,514 s       |
| 05    | Brooke Apshkrum        | 47,352 s 47,329 s | 1:+1,124 s       |
| 06    | Erin Hamlin            | 46,904 s 48,265 s | 1:+1,612 s       |
| 07    | Raychel Germaine       |                   |                  |
| 08    | Verónica María Ravenna |                   |                  |

Datum: 9. Dezember
Den Titel im Frauen-Einsitzer konnte sich die Kanadierin Alex Gough vor ihrer Teamkollegin Kimberley McRae und der US-Amerikanerin Summer Britcher sichern. Gough fuhr im Weltcuprennen auf den zweiten Platz hinter der deutschen Weltmeisterin Tatjana Hüfner, McRae kam hinter Natalie Geisenberger auf Rang 4 ins Ziel, Britcher wurde Fünfte. Titelverteidigerin Erin Hamlin landete hinter ihrer Teamkollegin Emily Sweeney und der Kanadierin Brooke Apshkrum auf dem sechsten Platz. Die US-Amerikanerin Raychel Germaine und die Argentinierin Verónica María Ravenna konnten sich im Nationencup nicht für das Wertungsrennen der Amerika-Pazifikmeisterschaften qualifizieren und wurden gemäß der Reihenfolge der Ergebnisse des Nationencups auf Rang 7 und 8 gewertet.

## Einsitzer der Männer

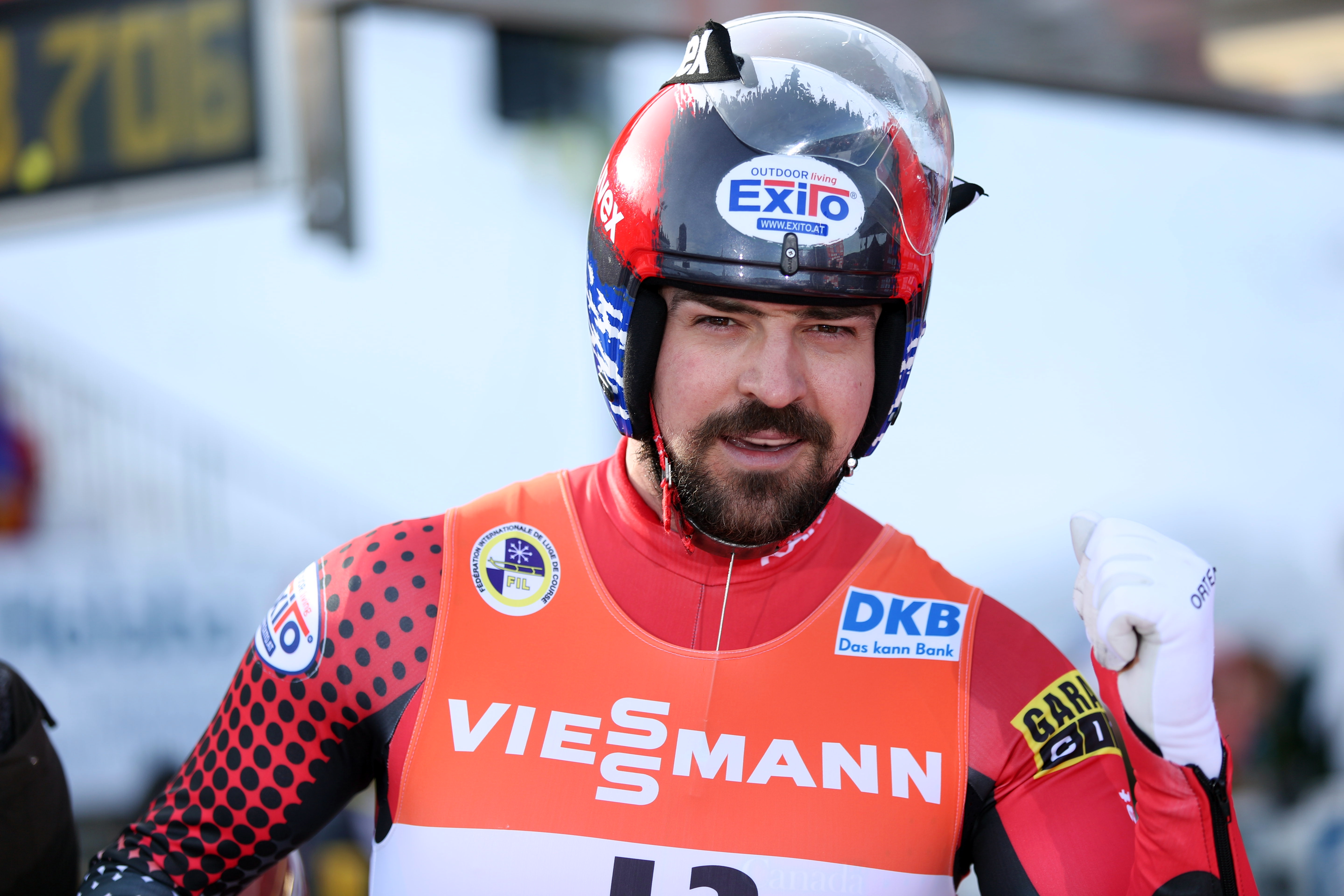
Samuel Edney, Gewinner im Männer-Einsitzer

| Platz | Sportler                   | Laufzeiten        | Zeit             |
| ----- | -------------------------- | ----------------- | ---------------- |
| 01    | Samuel Edney               | 44,523 s 44,615 s | 1:29,138 Minuten |
| 02    | Mitchel Malyk              | 44,490 s 44,775 s | 1:+0,127 s       |
| 03    | Christopher Mazdzer        | 44,695 s 44,871 s | 1:+0,428 s       |
| 04    | Tucker West                | 44,747 s 44.910 s | 1:+0,519 s       |
| 05    | Reid Watts                 | 44,820 s 44,861 s | 1:+0,543 s       |
| 06    | Taylor Morris              | 44,635 s 45,104 s | 1:+0,601 s       |
| 07    | John Fennell               | 44,686 s 45,113 s | 1:+0,661 s       |
| 08    | Alexander Michael Ferlazzo |                   |                  |
| 09    | Rubén Oscar González       |                   |                  |

Datum: 8. Dezember
Amerika-Pazifikmeister wurde der Kanadier Samuel Edney, der den Meisterschaftstitel vor seinem Teamkollegen Mitchel Malyk und dem US-Amerikaner Christopher Mazdzer gewann. Edney erreichte im regulären Weltcuprennen den zweiten Platz hinter dem Deutschen Felix Loch, Malyk fuhr auf Rang 4 hinter dem Weltcupgesamtsieger der Saison 2016/17, Roman Repilow, Mazdzer wurde 14. Titelverteidiger Tucker West wurde in diesem Rennen 16. und landete damit auf dem vierten Rang der Amerika-Pazifikmeisterschaftswertung. Reid Watts, Taylor Morris und John Fennell folgten auf den Plätzen 5 bis 7. Der Australier Alexander Michael Ferlazzo und der Argentinier Rubén Oscar González konnten sich im Nationencup nicht für das Wertungsrennen der Amerika-Pazifikmeisterschaften qualifizieren und wurden gemäß der Reihenfolge der Ergebnisse des Nationencups auf Rang 8 und 9 gewertet.

## Doppelsitzer

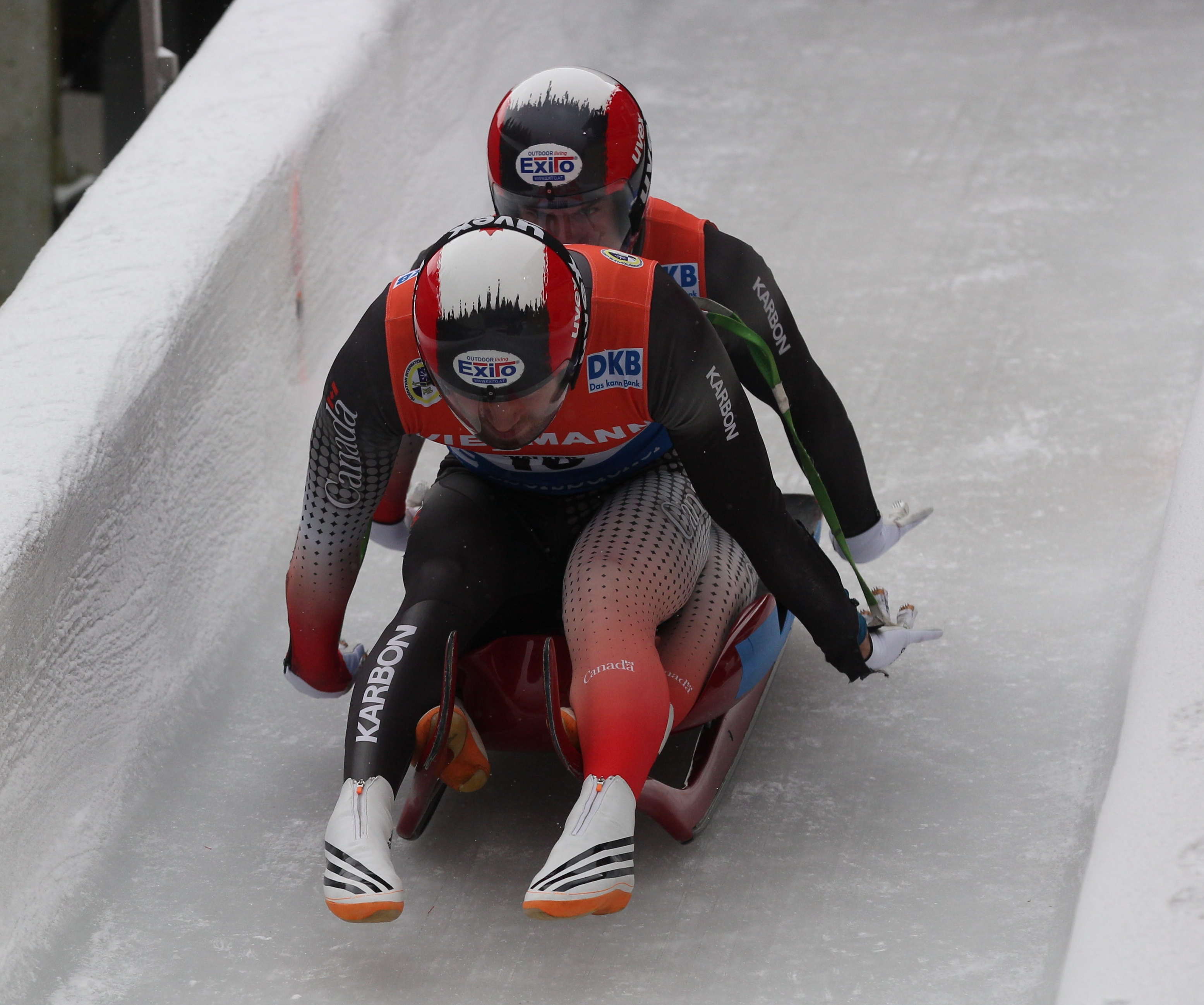
Tristan Walker und Justin Snith, Gewinner im Doppelsitzer

| Platz | Sportler                           | Laufzeiten        | Zeit             |
| ----- | ---------------------------------- | ----------------- | ---------------- |
| 01    | Tristan Walker/Justin Snith        | 43,621 s 43,732 s | 1:27,353 Minuten |
| 02    | Matthew Mortensen/Jayson Terdiman  | 43,748 s 43,648 s | 1:+0,043 s       |
| 03    | Justin Garret Krewson/Andrew Sherk | 43,918 s 43,922 s | 1:+0,487 s       |
| 04    | Jacob Hyrns/Anthony Espinoza       | 43,986 s 43,984 s | 1:+0,617 s       |

Datum: 8. Dezember
Es nahmen vier Doppelsitzerpaare an dem Wettbewerb teil, zu welchem sich lediglich die Titelverteidiger Matthew Mortensen und Jayson Terdiman nicht über den Nationencup qualifizieren mussten, da sie der Gesetztengruppe des Weltcups angehörten. Den Titel der Amerika-Pazifikmeisterschaft sicherte sich das einzige kanadische Duo, Tristan Walker und Justin Snith, vor den US-amerikanischen Titelverteidigern Matthew Mortensen und Jayson Terdiman sowie Justin Garret Krewson und Andrew Sherk. Im regulären Weltcuprennen kamen die Sieger Walker/Snith auf Rang 6, Mortensen/Terdiman fuhren direkt dahinter auf den siebenten Rang, das Doppelsitzerpaar Krewson/Sherk auf Rang 11. Auf dem einzigen Nicht-Medaillenplatz fuhren die US-amerikanischen Doppelsitzer Jacob Hyrns und Anthony Espinoza.

## Medaillenspiegel
| Platz | Land               | Gold | Silber | Bronze | Gesamt |
| ----- | ------------------ | ---- | ------ | ------ | ------ |
| 1     | Kanada             | 3    | 2      | 0      | 5      |
| 2     | Vereinigte Staaten | 0    | 1      | 3      | 4      |